# ألكسيس ماتياس
ألكسيس ماتياس (بالإنجليزية: Alexis Matias) (21 يوليو 1974 - ) هو لاعب كرة طائرة الولايات المتحدة.